# Дудич Володимир
Дудич Володимир Василь (*Walter W. Dudycz, 11 березня 1950 ) — американський політичний діяч українського походження, полісмен. Сенатор штату Іллінойс.

## Життєпис
Народився у 1950 році у м.Чикаго у родині українських емігрантів Івана та Параскеви Дудичів. У 1968 році закінчив Вищу школу св. Трійці в Чикаго, до 1971 року проходив службу в армії. Впродовж року був учасником бойових дій у В'єтнамі.
У 1971 році пройшов курс навчання у поліцейській академії; працював патрульним у чиказькій поліції (1971—1978 роках), згодом — слідчим (1978—2000 роках).
У 1993 році отримав ступінь бакалавра політичних наук в Іллінойському університеті «Норсістерн» (Чикаго). У 2000 році вийшов на пенсію, відслуживши в чиказькій поліції майже 29 років.
Водночас проводив значну політичну роботу в республіканській партії. У 1985 році був уперше обраний сенатором штату Іллінойс.  Залишався на посаді впродовж 18-ти років, суміщав її з роботою в поліції. У відставку з поста сенатора подав у серпні 2002 року.
Досяг популярності серед населення Іллінойсу завдяки своїм ключовим програмам, зокрема, щодо зниження податків, фінансування шкільного навчання та боротьби зі злочинністю. Кар'єра як сенатора-республіканця, обраного від Чикаго — міста, що традиційно вважається оплотом американських демократів, є унікальною. Обіймаючи цю посаду, В. Дудич намагався дипломатично згладжувати протиріччя між місцевими демократами та республіканцями і направляти їх конкуренцію в конструктивне русло.
За час перебування на посаді сенатора надавав значну підтримку діяльності місцевих українських культурних установ. Зокрема, за його безпосереднім сприянням, урядом штату Іллінойс було надано грант Українському національному музею в розмірі 500 тис. доларів. Всіляко сприяв наданню допомоги Україні в сфері, в якій він є найбільшим фахівцем. Був одним із організаторів та співголовою міжнародної конференції по боротьбі зі злочинністю, проведеною спільно з МВС України в серпні 1994 року у Києві. Значне сприяння надав реалізації програми навчань представників органів місцевого самоврядування в Україні.

## Родина
- Валя Дудич Лупеску (*4 лютого 1974) — американська письменниця українського походження, працює у стилі магічний реалізм та спекулятивної фантастики.